# كهانة (إسلام)
الكهانة وإدعاء علم الغيب محرمة في دين الإسلام، وقد وردت آيات قرآنية وأحاديث من السنة النبوية تؤكد على تحريم الكهانة.

## مفهوم الكهانة
قال ابن الأثير: «الكاهن الذي يتعاطى الخبر عن الكائنات في مستقبل الزمان، ويدعي معرفة الأسرار»، وقال ابن قدامة في المغني: «الكاهن الذي له رئي من الجن تأتيه بالأخبار».

## الكهانة في الشريعة الإسلامية
ذكر علماء أهل السنة والجماعة أن لفظ الكاهن في القرآن الكريم جاء في سياق الذم ونفيه عن رسول الله (صلى الله عليه وسلم) كما في قوله تعالى: ﴿فَذَكِّرْ فَمَا أَنْتَ بِنِعْمَةِ رَبِّكَ بِكَاهِنٍ وَلَا مَجْنُونٍ ۝٢٩﴾ [ الطور:29]، وجاء في السنة النبوية بيان كذبهم وخداعهم للناس والنهي عن الأكل من كسبهم، جاء عند البخاري  ومسلم  عن عائشة، قالت: قلت: يا رسول الله إن الكهان كانوا يحدثوننا بالشيء فنجده حقا قال: ((تلك الكلمة الحق، يخطفها الجني فَيْقذِفُها في أذن وليه، ويزيد فيها مائة كذبة)).
وعن عائشة ()، قالت: كان لأبي بكر غلام يُخرِج له الخَرَاج، وكان أبو بكر يأكل من خَرَاجه، فجاء يوما بشيء فأكل منه أبو بكر، فقال له الغلام: أتدري ما هذا؟ فقال أبو بكر (رضي الله عنه): وما هو؟ قال: كنت تكهنت لإنسان في الجاهلية، وما أُحسِن الكِهانة، إلا أني خدعتُه، فلقيني فأعطاني بذلك، فهذا الذي أكلتَ منه، فأدخل أبو بكر يده، فقاء كل شيء في بطنه. قال أبو عمر بن عبد البر: «من المكاسب المجتمع على تحريمها؛ الربا، ومهور البغايا، والسحت، والرشا، وأخذ الأجرة على النياحة، والغناء، وعلى الكهانة، وادعاء الغيب، وأخبار السماء، وعلى الزمر واللعب والباطل كله».

## أساليب الكهانة
ذكر ابن تيمية أن الأصل في الكهانة استراق الشياطين السمع من كلام الملائكة، ثم تتنزل الشياطين وتلقيه في أذن الكاهن، ويدل على هذا من القرآن الكريم أن الكاهن هو المذكور في قوله:﴿هَلْ أُنَبِّئُكُمْ عَلَى مَنْ تَنَزَّلُ الشَّيَاطِينُ ۝٢٢١ تَنَزَّلُ عَلَى كُلِّ أَفَّاكٍ أَثِيمٍ ۝٢٢٢ يُلْقُونَ السَّمْعَ وَأَكْثَرُهُمْ كَاذِبُونَ ۝٢٢٣﴾ [ الشعراء:221-223] ، ومن السنة النبوية، 
روي عن أبي هريرة في صحيح البخاري: 
| كهانة (إسلام) | قوله صلى الله عليه وسلم إذا قضى الله الأمر في السماء ضربت الملائكة بأجنحتها خضعانا لقوله كأنه سلسلة على صفوان فإذا فزع عن قلوبهم قالوا ماذا قال ربكم قالوا للذي قال الحق وهو العلي الكبير، فيسمعها مسترق السمع، ومسترق السمع هكذا بعضه فوق بعض، ووصف سفيان بكفه فحرفها وبدد بين أصابعه، فيسمع الكلمة فيلقيها إلى من تحته ثم يلقيها الآخر إلى من تحته حتى يلقيها على لسان الساحر أو الكاهن، فربما أدرك الشهاب قبل أن يلقيها، وربما ألقاها قبل أن يدركه، فيكذب معها مائة كذبة، فيقال أليس قد قال لنا يوم كذا وكذا كذا وكذا، فيصدق بتلك الكلمة التي سمع من السماء | كهانة (إسلام) |

.
قال ابن حجر: «والكهانة بفتح الكاف ويجوز كسرها، ادعاء علم الغيب، كالإخبار بما سيقع في الأرض، مع الاستناد إلى سبب، والأصل فيه استراق الجن السمع من كلام الملائكة، فيلقيه في أذن الكاهن، والكاهن لفظ يطلق على العراف، والذي يضرب بالحصى، والمنجم، ويطلق على من يقوم بأمر آخر، ويسعى في قضاء حوائجه».

## حكم الكاهن
ذهب جماعة من علماء الإسلام إلى أن نصوص الشريعة تشير إلى أن الكاهن مشرك بالله خارج من الإسلام، وذلك من وجوه:
الوجه الأول: أن الكاهن لايخلو عندما يتكهن من شرك من جهة دعوى مشاركة الله علمه الذي اختص به قال تعالى: ﴿وَعِنْدَهُ مَفَاتِحُ الْغَيْبِ لَا يَعْلَمُهَا إِلَّا هُوَ وَيَعْلَمُ مَا فِي الْبَرِّ وَالْبَحْرِ وَمَا تَسْقُطُ مِنْ وَرَقَةٍ إِلَّا يَعْلَمُهَا وَلَا حَبَّةٍ فِي ظُلُمَاتِ الْأَرْضِ وَلَا رَطْبٍ وَلَا يَابِسٍ إِلَّا فِي كِتَابٍ مُبِينٍ ۝٥٩﴾ [ الأنعام:59]، ﴿قُلْ لَا يَعْلَمُ مَنْ فِي السَّمَاوَاتِ وَالْأَرْضِ الْغَيْبَ إِلَّا اللَّهُ وَمَا يَشْعُرُونَ أَيَّانَ يُبْعَثُونَ ۝٦٥﴾ [ النمل:65].
الوجه الثاني: تقرب الكاهن للشياطين بشيء من العبادات، قال تعالى: ﴿قُلْ إِنَّمَا أَنَا بَشَرٌ مِثْلُكُمْ يُوحَى إِلَيَّ أَنَّمَا إِلَهُكُمْ إِلَهٌ وَاحِدٌ فَمَنْ كَانَ يَرْجُو لِقَاءَ رَبِّهِ فَلْيَعْمَلْ عَمَلًا صَالِحًا وَلَا يُشْرِكْ بِعِبَادَةِ رَبِّهِ أَحَدًا ۝١١٠﴾ الكهف:110].
الوجه الثالث: تسمية الكاهن طاغوتا في قوله تعالى: ﴿أَلَمْ تَرَ إِلَى الَّذِينَ يَزْعُمُونَ أَنَّهُمْ آمَنُوا بِمَا أُنْزِلَ إِلَيْكَ وَمَا أُنْزِلَ مِنْ قَبْلِكَ يُرِيدُونَ أَنْ يَتَحَاكَمُوا إِلَى الطَّاغُوتِ وَقَدْ أُمِرُوا أَنْ يَكْفُرُوا بِهِ وَيُرِيدُ الشَّيْطَانُ أَنْ يُضِلَّهُمْ ضَلَالًا بَعِيدًا ۝٦٠﴾ [ النساء:60].
فهذه الآية نزلت في المتحاكمين إلى كاهن.
الوجه الرابع: جاءت النصوص في كفر من سأله وصدقه، فكيف به هو نفسه فيما ادعاه.

## حكم الإتيان للكهان
يؤمن علماء أهل السنة والجماعة أن من يأتي إلى الكهنة من المسلمين، فلا يخلوا من أربعة أحوال:
الحال الأولى: أن يأتي إليهم بدون تصديق لهم ولا سؤال، فهذا يحرم عليه الإتيان، كما حكاه العيني في شرح سنن أبي داوود، والخطابي في معالم السنن، وذلك للبعد عن الخرافات المفسدة للأديان والعقول، ولأنه قد يصادف بعضها الإصابة فيخاف الفتنة على الإنسان بسبب ذلك.
وجاء في صحيح مسلم  من حديث معاوية بن الحكم، أنه قال للنبي (صلى الله عليه وسلم): إنا منا رجالاً يأتون الكهان؟ فقال النبي (صلى الله عليه وسلم): ((فلا تأتوا الكهان)).
الحال الثانية: أن يأتي إليهم فيسألهم دون تصديق لهم. فهذا محرم لأن الأصل في الكهان الكذب وقد جاء فيه وعيد على ذلك، وبوب الإمام مسلم باب تحريم الكهانة وإتيان الكهان وساق بإسناده عن صفية عن بعض أزواج النبي عن النبي (صلى الله عليه وسلم) أنه قال: ((من أتى عرافا فسأله عن شيء لم تقبل له صلاة أربعين يوما)). والشاهد أن الوعيد ورد على مجرد السؤال ولم يقل رسول الله من أتى عرافا فسأله عن شيء فصدقه.
قال النووي: وأما عدم قبول صلاته فمعناه أنه لا ثواب له فيها، وإن كانت مجزئة في سقوط الفرض عنه، ولا يحتاج معها إلى إعادة.
الحال الثالثة: أن يأتي إليهم على سبيل الاختبار لما عندهم، والعيب لما يدَّعُونه، والإبطال لما ينتحلونه. فهذا جائز، كما بينه ابن بطال في شرح صحيح البخاري. لما ثبت في الصحيحين البخاري ومسلم، أن النبي ﷺ سأل ابن صياد، فقال: ((ماذا خبأت لك؟ قال: الدخ فقال: اخسأ، فلن تعدو قدرك؛ فإنما أنت من إخوان الشياطين)).
الحال الرابعة: أن يأتي إليهم ويصدقهم بما سيقع في المستقبل، فهذا لايجوز وهو كفر بالله، لأن تصديقه لعلم الغيب، تكذيب للقرآن حيث قال الله، ﴿قُلْ لَا يَعْلَمُ مَنْ فِي السَّمَاوَاتِ وَالْأَرْضِ الْغَيْبَ إِلَّا اللَّهُ وَمَا يَشْعُرُونَ أَيَّانَ يُبْعَثُونَ ۝٦٥﴾ [ النمل:65]، وقال النبي (صلى الله عليه وسلم):((من أتى كاهنا أو ساحرا فصدقه بما يقول، فقد كفر بما أنزل على محمد (صلى الله عليه وسلم))).
قال حافظ الحكمي في شرحه لمنظومة سلم الوصول:
ومن يصدق كاهنا فقد كفر بما أتى به الرسول المعتبر
قال ابن أبي العز الحنفي في شرحه للطحاوية: "والواجب على ولي الأمر وكل قادر أن يسعى في إزالة هؤلاء المنجمين والكهان والعرافين وأصحاب الضرب بالرمل والحصى والقرع والفالات، ومنعهم من الجلوس في الحوانيت والطرقات، أو يدخلوا على الناس في منازلهم لذلك، ويكفي من يعلم تحريم ذلك ولا يسعى في إزالته، مع قدرته على ذلك- قوله تعالى، ﴿كَانُوا لَا يَتَنَاهَوْنَ عَنْ مُنْكَرٍ فَعَلُوهُ لَبِئْسَ مَا كَانُوا يَفْعَلُونَ ۝٧٩﴾ [ المائدة:79].

## الفرق بينالساحروالكاهنوالعراف
ذكرالعالم الإسلامي ابن تيمية أن: «الكاهن إنما عنده أخبار، والساحر عنده تصرف؛ بقتل، وإمراض، وغير ذلك»، والعراف: قد قيل إنه اسم للكاهن والمنجم والرمال ونحوهم، ممن يتكلم في معرفة الأمور بهذه الطرق.
ويعتقد القرطبي أن اسم الكهانة يطلق على كل من يدعي علم الغيب فقال: «العراف هو الحازر والمنجم الذي يدعي علم الغيب، والتنجيم من العرافة، وصاحبها عراف، وهو الذي يستدل على الأمور بأسباب ومقدمات يدعي معرفتها، وقد يعتقد بعض أهل هذا الفن في ذلك بالزجر والطرق والنجوم وأسباب معتادة في ذلك، وهذا الفن هو العيافة، وكلها يطلق عليها اسم الكهانة».

## مايلحق بالكهانة في الحكم
ذكر طائفة من علماء الإسلام أنه بالنظر في أقوال الرسول محمد (صلى الله عليه وسلم) ومن تقريرات الأئمة من العلماء وفقهاء هذه الأمة، يتبين أن علم النجوم وما يسمى بالطالع وقراءة الكف وقراءة الفنجان ومعرفة الخط وما أشبه ذلك مما يدعيه الكهنة والعرافون والسحرة كلها من علوم الجاهلية، ومن المنكرات التي حرمها الله ورسوله، وأنها من أعمال الجاهلية وعلومهم الباطلة التي جاء الإسلام بإبطالها والتحذير من فعلها، أو إتيان من يتعاطاها وسؤاله عن شيء منها، أو تصديقه فيما يخبر به من ذلك لأنه من علم الغيب الذي استأثر الله به، قال تعالى، ﴿قُلْ لَا يَعْلَمُ مَنْ فِي السَّمَاوَاتِ وَالْأَرْضِ الْغَيْبَ إِلَّا اللَّهُ وَمَا يَشْعُرُونَ أَيَّانَ يُبْعَثُونَ ۝٦٥﴾ [ النمل:65].

## ومن الصور الحديثة للكهانة
- التنويم المغناطيسي:

بحسب الشريعة الإسلامية فإن التنويم المغناطيسي ضرب من ضروب الكهانة باستخدام جني حتى يسلطه المنوِّم على المنوَّم فيتكلم بلسانه ويكسبه قوة على بعض الأعمال بالسيطرة عليه، إن صدق الجني مع المنوِّم وكان طوعاً له مقابل ما يتقرب به المنوَّم إليه، ويجعل ذلك الجني المنوَّم طوع إرادة المنوِّم، بما يطلبه من الأعمال أو الأخبار بمساعدة الجني له، إن صدق ذلك الجني مع المنوِّم، وعلى ذلك يكون استغلال التنويم المغناطيسي واتخاذه طريقاً للدلالة على مكان سرقة أو ضالة أو علاج مريض أو القيام بأي عمل آخر بواسطة المنوِّم غير جائز، بل هو شرك لما تقدم، ولأنه التجاء إلى غير الله فيما هو من وراء الأسباب العادية التي جعلها سبحانه إلى المخلوقات وأباحها لهم.
- تحضير الأرواح:

وهو أحد أنواع التنويم المغناطيسي، ويزعم المشتغلون بهذا أنهم يستحضرون أرواح الموتى بطريقة اخترعوها، يسألونها عن أخبار الموتى من نعيم وعذاب، وغير ذلك من الشئون التي يظن أن عند الموتى علماً بها في حياتهم.
ومن المقرر عند المسلمين أن استحضار روح الميت ليس في إمكان أحد من الناس، لأن الأرواح بعد أن تفارق الأجساد تصير إلى عالم البرزخ، ثم هي إما في نعيم، أو في عذاب، وقد أخبر الله (تعالى) أنه يتوفى الأنفس، وأنه يمسك التي حكم عليها بالموت عنده، فقال:، ﴿اللَّهُ يَتَوَفَّى الْأَنْفُسَ حِينَ مَوْتِهَا وَالَّتِي لَمْ تَمُتْ فِي مَنَامِهَا فَيُمْسِكُ الَّتِي قَضَى عَلَيْهَا الْمَوْتَ وَيُرْسِلُ الْأُخْرَى إِلَى أَجَلٍ مُسَمًّى إِنَّ فِي ذَلِكَ لَآيَاتٍ لِقَوْمٍ يَتَفَكَّرُونَ ۝٤٢﴾ [ الزمر:42]. وقال تعالى:، ﴿وَهُوَ الْقَاهِرُ فَوْقَ عِبَادِهِ وَيُرْسِلُ عَلَيْكُمْ حَفَظَةً حَتَّى إِذَا جَاءَ أَحَدَكُمُ الْمَوْتُ تَوَفَّتْهُ رُسُلُنَا وَهُمْ لَا يُفَرِّطُونَ ۝٦١﴾ [ الأنعام:61]. أي: لا يفرطون في حفظ هذه الروح. فالأرواح تكون بعد الموت في مقرها، ولا يمكن أن تحضر إلى الدنيا بأي حال من الأحوال.
وإذا قدر أن أحداً زعم أنه حضر روح فلان وخاطبها وخاطبته؛ فإن هذا شيطان يخاطبه بصوت ذلك الميت، فتحضير الأرواح إنما هو تحضير لأرواح الشياطين. ولعل هذا الشيطان هو القرين الذي كان يلازم الإنسان في حياته، ولهذا لا يصعب عليه الإجابة عن الأسئلة الموجهة إليه من الأقارب.
قال تعالى: ﴿وَيَوْمَ يَحْشُرُهُمْ جَمِيعًا يَا مَعْشَرَ الْجِنِّ قَدِ اسْتَكْثَرْتُمْ مِنَ الْإِنْسِ وَقَالَ أَوْلِيَاؤُهُمْ مِنَ الْإِنْسِ رَبَّنَا اسْتَمْتَعَ بَعْضُنَا بِبَعْضٍ وَبَلَغْنَا أَجَلَنَا الَّذِي أَجَّلْتَ لَنَا قَالَ النَّارُ مَثْوَاكُمْ خَالِدِينَ فِيهَا إِلَّا مَا شَاءَ اللَّهُ إِنَّ رَبَّكَ حَكِيمٌ عَلِيمٌ ۝١٢٨﴾ [ الأنعام:128]، وذكر علماء التفسير أن استمتاع الجن بالإنس بعبادتهم إياهم بالذبائح والنذور والدعاء وأن استمتاع الإنس بالجن قضاء حوائجهم التي يطلبونها منهم، وإخبارهم ببعض المغيبات التي يطلع عليها الجن في بعض الجهات النائية، أو يسترقونها من السمع أو يكذبونه وهو الأكثر، وممن كشف حقيقة هذه الدعوى الباطلة الدكتور محمد محمد حسين في كتابه [الروحية الحديثة حقيقتها وأهدافها]، وكان ممن خدع بهذه الشعوذة زمنا طويلا، ثم هداه الله إلى الحق وكشف زيف تلك الدعوى بعد أن توغل فيها ولم يجد فيها سوى الخرافات والدجل، كما بين الأستاذ أحمد عز الدين البيانوني في كتاب الإيمان بالملائكة، كذب ودجل هؤلاء (الروحانيين)، وحكى تجربة شخصية وقعت له، وتجارب حدثت مع غيره تثبت أن الروح التي تحضر ما هي إلا الشيطان يتصور في صورة الميت.
وبهذا يُعلم أنه لا يجوز لأحد أن يدعي تحضير أرواح الآدميين، كما لا يجوز له أن يحضر الجن والشياطين. فهذه الأرواح التي يستحضرونها بزعمهم داخلة فيما منع منه النبي صلى الله عليه وسلم: لأنها من جنس الأرواح التي تقترن بالكهان والعرافين من أصناف الشياطين فيكون لها حكمها، فلا يجوز سؤالها ولا استحضارها ولا تصديقها، بل كل ذلك محرم ومنكر بل وباطل، لما سمعت من الأحاديث والآثار في ذلك، ولأن ما ينقلونه عن هذه الأرواح يعتبر من علم الغيب، وقد قال الله سبحانه:، ﴿قُلْ لَا يَعْلَمُ مَنْ فِي السَّمَاوَاتِ وَالْأَرْضِ الْغَيْبَ إِلَّا اللَّهُ وَمَا يَشْعُرُونَ أَيَّانَ يُبْعَثُونَ ۝٦٥﴾ [ النمل:65].
ولو فرضنا أن هؤلاء الإنس لا يتقربون إلى الأرواح التي يستحضرونها بشيء من العبادة فإن ذلك لا يوجب حل ذلك وإباحته لأن سؤال الشياطين والعرافين والكهنة والمنجمين ممنوع شرعا، وتصديقهم فما يخبرون به أعظم تحريما وأكبر إثما بل هو من شعب الكفر؛ لقول النبي (صلى الله عليه وسلم): ((من أتى عرافا فسأله عن شيء لم تقبل له صلاة أربعين ليلة))، وفي مسند أحمد والسنن عن النبي ﷺ أنه قال: ((من أتى كاهنا فصدقه بما يقول فقد كفر بما أنزل على محمد صلى الله عليه وسلم)).
- قراءة الأبراج:

بحسب اعتقاد علماء أهل السنة والجماعة أن من جنس الكهان من يقول -رجماً بالغيب- إذا ولد فلان في البرج الفلاني أو الشهر الفلاني أو اليوم الفلاني، أو كان اسمه يبدأ بحرف كذا أو كذا- فسيصيبه كذا وكذا، ويضعون عليها دعاياتٍ تقول: مِنْ شهر ميلادك تعرف حظك، أو من اسمك تعرف حظك، كل ذلك فكر ومعتقد جاهلي محرم، لا يجوز عمله ولا تعاطيه ولا نشره، وفي نشره في الصحف وغيرها زيادة في التضليل وإفساد معتقد المسلمين، وادعاء لعلم الغيب مما هو من خصائص الله (سبحانه وتعالى)، قال الله تعالى:﴿قُلْ لَا يَعْلَمُ مَنْ فِي السَّمَاوَاتِ وَالْأَرْضِ الْغَيْبَ إِلَّا اللَّهُ وَمَا يَشْعُرُونَ أَيَّانَ يُبْعَثُونَ ۝٦٥﴾ [ النمل:65].

## مواضيع متعلقة
- سحر (إسلام)
- جبت (إسلام)
- استعانة بالجن

## وصلات خارجية
ما هي الكهانة؟ وما حكم إتيان الكهان؟ طريق الإسلام.
معنى الكهانة.قاموس المعاني.